# حلقه منتقدان فیلم لندن
حلقه منتقدان فیلم لندن (به انگلیسی: London Film Critics' Circle) سالانه جایزه‌ای به همین نام را از طرف بخش فیلم این انجمن صنفی اهدا می‌کند. اعضای این حلقه بیش از ۱۲۰ نفر هستند که از نشریات و رسانه‌های انگلیس انتخاب شده‌اند. اولین بار این جایزه در سال ۱۹۸۰ اعطا شد. برندگان این جایزه با رای همهٔ اعضای بخش فیلم این نهاد انتخاب می‌شوند.